# Šentlovrenc, Labot
Šentlovrenc (nemško Lorenzenberg) je naselje v Občini Labot v Okraju Volšperk na Koroškem v Avstriji.